# Kraftwerk Bischkek
Das Kraftwerk Bischkek (russisch Бишкекская ТЭЦ) ist ein Kohlekraftwerk in Bischkek, der Hauptstadt Kirgisistans. Es ist das größte Kraftwerk des Landes.

## Geschichte
Der Bau der ersten Ausbaustufe begann im Jahr 1958. Die erste Ausbaustufe beinhaltete zwei Turbinen mit einer installierten Leistung von 60 MW und drei Kesseln für die Gewinnung von 160 Tonnen Fernwärmedampf pro Stunde. 1961 nahm die erste Turbine mit einer Leistung von 25 MW ihren Betrieb auf. Im Jahr 1960 wurde die zweite Ausbaustufe beschlossen, die die installierte Leistung auf 200 MW (vier Kessel und zwei Turbinen) erhöhen sollte. Die dritte Stufe wurde 1962 beschlossen und beinhaltete eine Verdopplung der bisherigen Leistung. Damals wurde Kirgisistan erstmals im großen Stil mit Elektrizität versorgt, wodurch der Bedarf um 15–17 % stieg. Die vierte Aufbaustufe beinhaltete fünf Kesseleinheiten und vier Turbinen. Der letzte Kessel der vierten Stufe wurde 1977 in Betrieb genommen. Nach einem Anstieg des Bedarfs um 1982 wurde die 5. Ausbaustufe geplant. Diese besteht aus vier Kesseleinheiten und Kühleinheiten, die die Leistung der Kessel erhöhen. Der wichtigste äußerlich sichtbare Bestandteil der fünften Stufe war der Bau eines 300 m hohen Schornsteins, um die bodennahe Luftverschmutzung zu reduzieren. Die Kessel wurden 1984–89 in Betrieb genommen, der Schornstein nahm 1990 seinen Betrieb auf. Im Jahr 2000 wurde eine weitere Turbine mit einer Leistung von 90 MW in Betrieb genommen.
Ab 2014 erfolgte eine Modernisierung des Kraftwerks. Zu diesem Zweck nahm die kirgisische Regierung einen Kredit von einer chinesischen Entwicklungsbank in Höhe von 386 Millionen US-Dollar auf. Im Laufe der Modernisierung wurde die installierte elektrische Leistung von 512 MW auf 812 MW erhöht und die thermische Leistung für Fernwärme wurde von 1156 MWth auf 1505 MWth erhöht. Diese Modernisierung wurde 2017 abgeschlossen.

## Technische Parameter
Das Kraftwerk besitzt 18 Kesseleinheiten mit einer installierten thermischen Leistung von 1505 MWth mit neun Turbineneinheiten mit einer installierten Leistung von 666 MW, womit es der größte Stromerzeuger im Norden des Landes ist. Die Kohle bezieht das Kraftwerk u. a. aus Karaganda, Kara-Ketsche und Tasch-Kömür. Insgesamt versorgt das Kraftwerk etwa 112.000 Menschen mit Fernwärme.
Das Wärmekraftwerk Bischkek ist der Hauptverbraucher von Kohle in Kirgisistan. Das Kraftwerk ist für die Verbrennung von Rohkohle aus der Karaganda-Lagerstätte und Tasch-Kömür konzipiert. 1969 wurde mit der Nutzung von Erdgas begonnen, das der Station über die Gaspipeline Buchara-Taschkent-Schymkent-Bischkek-Almaty zugeführt wird. Als Startbrennstoff wird Heizöl verwendet.
Die Hauptstadt Bischkek zählt zu den Städten mit der höchsten Luftverschmutzung weltweit. Das Kraftwerk verbrennt jährlich 1 Million Tonnen teilweise minderwertige Kohle in veralteten Anlagen. Als Lösung wurde im Jahr die Verwendung von Erdgas anstatt Kohle in den Kesseln angeführt. Auch die Heizungen sollten auf Erdgas umgestellt werden. 2021 begannen die Verhandlungen mit Gazprom, die jedoch aufgrund des Preises erfolglos blieben.